# Ilyodon whitei
Ilyodon whitei, Mexcalpique cola partida, es un pez de agua dulce del género Ilyodon de la familia de los Goodeidae en el orden de los ciprinodontiformes.
Es una especie endémica de lagos y lagunas de Morelos y Michoacán, en el centro de México.